# Eduardo Nevares
Eduardo Alanis Nevares (ur. 19 lutego 1954 w San Antonio, Teksas) – amerykański duchowny katolicki, biskup pomocniczy diecezji Phoenix od 2010.

## Życiorys
Święcenia kapłańskie otrzymał w dniu 18 lipca 1981. Udzielił ich bp Bernard James Ganter. W latach 1977–2007 był członkiem zgromadzenia Saletynów i pracował głównie w zakonnych parafiach na terenie Teksasu. W latach 1994–1997 pełnił funkcję radnego prowincji Maryi Królowej. W 2007 inkardynował się do diecezji Tyler, gdzie wcześniej pracował jako współdyrektor urzędu kurialnego ds. powołań kapłańskich i zakonnych. W 2008 został wicedyrektorem college'u w Columbus.
11 maja 2010 mianowany biskupem pomocniczym Phoenix ze stolicą tytularną Natchesium. Sakry udzielił mu bp Thomas Olmsted.